# 郑坤生
郑坤生（1944年—2022年12月30日），男，汉族，江苏吴江人，中华人民共和国政治人物。曾任新华社香港分社副社长，中央政府驻港联络办副主任。